# До мозга костей
«До мозга костей» (англ. Skin Deep) — американский художественный фильм 1989 года, комедия, снятая режиссёром Блейком Эдвардсом. Фильм также известен под названиями «Толстая кожа», «Жар под кожей» и «На поверхности».
В фильме «До мозга костей» режиссёр снова затрагивает тему «возраст и секс». Главную роль в этом фильме исполнил Джон Риттер. Премьера фильма состоялась 3 марта 1989 года в США.

## Сюжет
Главный герой фильма — Зак, успешный писатель средних лет. У него есть две слабости — выпивка и женщины. Такие его увлечения приводят к тому, что от него уходит его жена. Сам же Зак после этого погружается в пучину разгула — он пьёт и ищет секса с разными женщинами.
Сам фильм начинается сценой, в которой в квартиру к Заку с его любовницей вламывается ещё одна его подруга и требует объяснений, а затем появляется и жена Зака. В дальнейшем фильм показывает встречи Зака и его любовниц, сопровождаемые различными комическими ситуациями и остротами и сарказмом самого Зака.
Такая жизнь всё-таки надоедает главному герою, и Зак пытается помириться со своей женой. Но для того чтобы вернуть её, ему надо побороть свои пороки.

## В ролях
- Джон Риттер — Закари Хаттон или Зак
- Винсент Гардениа — Берни, владелец бара
- Элисон Рид — Александра Хаттон или просто Алекс, жена Зака
- Джоэл Брукс — Джейк Феддерман
- Джулианна Филлипс — Молли
- Челси Филд — Эми Мак Кенна
- Нина Фох — Марге, мать Алекс и тёща Зака
- Рэй Холлитт — Лонни Джонс
- Брайан Гинесс — Рик
- Майкл Кидд — доктор Уэстфорд

Нина Фох, исполнившая в фильме роль тёщи Зака, в настоящей жизни была преподавательницей актёрского мастерства у актёра Джона Риттера, играющего самого Зака.
- Художник: Роджер Маус
- Монтаж: Роберт Пергамент

## Другие названия
- Толстая кожа, На поверхности, Жар под кожей
- Changes
- Skin Deep — Il piacere è tutto mio
- Skin Deep — Männer haben’s auch nicht leicht